# 클리퍼드 찬스

클리포드 찬스는 영국 런던에 본사를 두고 있는 국제 로펌으로 전세계 24개국에 34곳의 지사가 있고, 변호사 수만도 약 3400여명에 이른다. 아프리카, 미국, 아태지역, 유럽 그리고 중동지역 등 주요 다섯 개 시장에 진출해있으며, 자본시장, 기업 및 인수합병, 금융 및 은행업, 부동산, 세금, 연금, 중재 및 소송 분쟁해결, 그리고 공정거래 분야가 주요 핵심역량이다.
클리포드 찬스는 최고 수준의 글로벌 스탠다드와 지역성 전문성을 결합하여 지난 30여 년간 자본시장, 인수합병(M&A), 은행업, 재무 등 프로젝트 파이낸스와 중재를 포함한 여러 부문에 걸쳐 한국고객에게 자문해왔으며, 2012년 말 서울사무소 개소 이후, 2조 5000억 규모의 국내 자본시장 거래 자문을 성공으로 이끌고, 한화케미컬의 큐셀즈 인수자문을 성공적으로 제공하는 등 한국시장 내 입지를 더욱 넓혀가고 있다.
클리포드 찬스는 한국 법무부로부터 외국법 자문사로서의 승인을 받아 2012년 10월에 한국 서울 사무소를 공식 개설하였고, 석유 및 가스 등 에너지 관련 프로젝트 파이낸싱 전문 변호사인 브라이언 캐시디(Brian Cassidy)가 한국 지사 대표이며 한국 총괄 책임자인 김현석(Hyun Kim) 변호사도 외국법자문사 승인을 받아 서울 사무소에서 한국 고객을 전담하고 있다. 현재는 한국 오피스를 폐쇄하였다

## 매직서클
영국 런던의 5대 대형로펌을 매직서클이라고 부른다. 클리퍼드 찬스, 링클레이터스, 알렌 앤 오버리, 프레쉬필즈 브룩하우스 데링거, 슬로터 앤 메이를 말한다.

## 참고 문헌
- 가장 일 맡기고 싶은 외국 로펌은 클리어리 고틀립, 클리포드 챈스 IP, 국제중재, M&A 등 분야마다 선호 갈려 서울사무소 개설 이점 아직 나타나지 않아 2012-11-23